# Cypholophus microphyllus
Cypholophus microphyllus är en nässelväxtart som beskrevs av Adolph Daniel Edward Elmer. Cypholophus microphyllus ingår i släktet Cypholophus och familjen nässelväxter. Inga underarter finns listade i Catalogue of Life.